# Turritella ligar
Turritella ligar, tên tiếng Anh: Ligar screw shell, là một loài ốc biển, là động vật thân mềm chân bụng sống ở biển thuộc họ Turritellidae.

## Miêu tả
Loài này có vỏ dài 90 mm

## Phân bố
Chúng phân bố ở Đại Tây Dương dọc theo Senegal, Guinea và Gabon.